# Attilio Mussino
Attilio Mussino (Torino, 25 gennaio 1878 – Vernante, 16 luglio 1954) è stato un illustratore, fumettista e pittore italiano.

## Biografia
Attilio Mussino, figlio di Ferdinando Mussino e di Filomena Caratti, si formò all'Accademia Albertina di Torino, dove ebbe come maestri Andrea Tavernier, Giacomo Grosso, Celestino Gilardi.
Già da studente collaborò con alcuni quotidiani e con giornali satirici come La Luna, Il Fischietto, Il Pasquino.
Fu collaboratore del Corriere dei piccoli a partire dal primo numero, pubblicato nel dicembre del 1908, fino al 1954 (anno della sua morte); creò tra l'altro il personaggio Bilbolbul.
Disegnò inoltre la serie di cartoline Formicola e Perticone allegate alla rivista nazionale Buon Senso e Tricolore e collaborò al settimanale illustrato Il Balilla disegnando il personaggio il Balilla Schizzo fra il 1925 e il 1931.
Illustrò molti libri per ragazzi per Paravia, Speirani, Lattes; fra di essi figurarono vari racconti scritti da sua moglie Eugenia Giordani, educatrice, scrittrice ed insegnante; Le orecchie di Meo, scritto da Giovanni Bertinetti; Tom Sawyer poliziotto di Mark Twain e Storia di uno schiaccianoci di Alexandre Dumas padre.
Il suo lavoro più celebre, tuttavia, è rappresentato dalle illustrazioni de Le avventure di Pinocchio. Storia di un burattino di Carlo Collodi, pubblicato nell'edizione del 1911 della R. Bemporad e figlio.
Sempre pubblicato da R.Bemporad & Figlio, nel 1909 (Prima Edizione e successive quattro, sino al 1924), Mussino illustrò anche Le Avventure di Fiammiferino, di Luigi Barzini Sr., unico libro per ragazzi del famoso autore.
Mussino vi lavorò per tre anni circa (dal 1908 al 1911); presentò poi la sua opera all'Esposizione internazionale di Torino (1911), ottenendo, per le sue tavole illustrate, il diploma d’onore e la medaglia d'oro.
Grazie ai disegni di Attilio (come l’artista usava firmarsi), la figura di Pinocchio ebbe nuova vita e, per la prima volta, colore (le illustrazioni di Enrico Mazzanti e Carlo Chiostri, precedenti alle mussiniane, erano in bianco e nero).
Attilio Mussino riuscì a portare il burattino di Carlo Collodi dentro la grande illustrazione europea del Novecento; la sua edizione de Le avventure di Pinocchio è stata la più ristampata e venduta in assoluto e, per molti versi, probabilmente, resterà ineguagliata.

Su Mussino e le sue illustrazioni per il Pinocchio di Bemporad, Antonio Faeti scrive:
Attilio Mussino fu soldato durante la Grande Guerra. Dal fronte riportò vari disegni e schizzi dei luoghi ove era stato inviato.
Dopo la morte al fronte di Giorgio Mussino, unico figlio di Attilio, durante la seconda guerra mondiale, e dopo la dipartita della moglie Eugenia Giordani, avvenuta poco dopo, Mussino si trasferì a Vernante, paese in provincia di Cuneo che già tempo addietro aveva frequentato, con la collaboratrice di casa Margherita Martini, vernantina, che divenne sua seconda moglie.
Margherita spinse Attilio a tornare a dipingere. Ebbe successo: non solo Mussino riprese in mano i pennelli, ma, addirittura, lo studio dell’artista, sito nella strada principale di Vernante (precisamente, in Via Umberto I nº 85), diventò scuola gratuita per tutti coloro che desideravano apprendere l'arte del disegno e della pittura.
Mussino scrisse le sue memorie immaginando che fosse il famoso burattino a narrarle; intitolò il suo scritto Pinocchio al microfono, che inoltre illustrò.Tali memorie sono state pubblicate postume nel 1989.
Nel 1954 Ernesto Caballo, giornalista televisivo, intervistò a Vernante Mussino, chiamandolo "lo zio di Pinocchio". Tal soprannome a lui affibbiato permane tutt'oggi.
Nello stesso anno si stampò un francobollo dedicato a Pinocchio da un bozzetto di Attilio da lui realizzato appositamente. Mussino non vedrà mai quella sua piccola opera in commercio: morì, difatti, due mesi prima della messa in circolazione del francobollo.

## Riconoscimenti

### Musei e monumenti
Nel 2005 è stato inaugurato, nei pressi della chiesa parrocchiale di Vernante, il Museo Attilio Mussino. Il museo si propone di conservare e divulgare il lavoro dell'artista e di presentare ai visitatori opere lasciate in dono alla Pro Loco dalla seconda moglie dell'illustratore, Margherita Martini. Nel museo sono presenti numerose tavole, dipinti, bozzetti, libri e riviste illustrate da Mussino; vi si possono inoltre ammirare l'edizione illustrata del 1911 della fiaba di Collodi, il libro con le pagine animate uscito nel 1942 e le 33 tavole illustrate dell'ultima edizione pubblicata su Il Giornalino nel 1952.
Dedicati a Mussino sono inoltre i murales dipinti da Bruno Carletto detto “Carlet” e da Bartolomeo Cavallera, detto “Meo” sulle facciate delle case di Vernante. Tali murales si ispirano alle tavole realizzate da Mussino per l’edizione del 1911 de Le avventure di Pinocchio.
Nel 1978, nel centenario della nascita di Attilio Mussino, gli sono stati intitolati i giardini pubblici di Vernante. Al loro interno si può ammirare il monumento dedicato all'illustratore, realizzato, nello stesso anno, dal vernantese Pietro Dalmasso.
Nel 1989 sono state dedicate all’artista le Scuole Elementari di Vernante.
Nel cimitero del paese cuneese, sulla tomba di Mussino e della sua seconda moglie, Margherita Martini, si trova tutt'oggi un bassorilievo raffigurante Pinocchio che piange la morte del suo zio.

### Mostre
La prima mostra di quadri e disegni di Mussino venne organizzata nel paese di adozione dell’artista, Vernante, nel 1959.
La seconda mostra si svolse sempre a Vernante: fu incentrata sui quadri inediti di Mussino, dipinti nell'ultimo periodo della sua vita. In essi, presenti oggi nel Museo Attilio Mussino, si possono notare elementi tipicamente vernantini, quali Fontana Bleu, la Tourousela, il santuario della Madonna della Valle, la cappella di San Giovanni, la Valle Grande.
Nel 1980, presso la Libreria Stampatori di Torino, fu allestita, dalla Fondazione A. Colonnetti, una mostra dedicata al Mussino illustratore di libri scolastici, intitolata "Un anno di scuola con Attilio Mussino". La mostra venne riproposta l’anno successivo alla Biblioteca "De Amicis" del Centro Studi Letteratura Giovanile di Genova.
Nel 2000, nei locali della Provincia di Cuneo, fu allestita una mostra su Pinocchio, ove furono presenti le illustrazioni dell’artista torinese.
Nel 2008 alcuni disegni di Mussino sono stati esposti a Piazza al Serchio, in provincia di Lucca, in occasione del Convegno Nazionale “Carlo Collodi: letteratura, simboli, tradizioni popolari”.
Fra il 21 gennaio e il 17 maggio 2009, alla Rotonda di Via Besana a Milano, è stata allestita una mostra sul Corriere dei Piccoli, ove sono stati esposti numerosi disegni di Attilio Mussino (riportati anche su catalogo).
Al Borgo Medievale di Torino si è tenuta, dal 26 settembre 2015 al 14 febbraio 2016, la mostra "Carissimo Pinocchio", con un percorso dedicato ad Attilio Mussino.